# Stiphropus duriusculus
Stiphropus duriusculus es una especie de araña del género Stiphropus, familia Thomisidae.

## Distribución
Se distribuye por India.

## Taxonomía
Fue descrita por Simon en 1885.
Tratamiento taxonómico
La especie aparece registrada y publicada en Matériaux pour servir à la faune arachnologiques de l’Asie méridionale. I. Arachnides recueillis à Wagra-Karoor près Gundacul, district de Bellary par M. M. Chaper. II. Arachnides recueillis à Ramnad, district de Madura par M. l’abbé Fabre. Bulletin de la Société Zoologique de France 10(1): 1–39.